# Y・フランク・フリーマン
ヤング・フランク・フリーマン（Young Frank Freeman, 1890年12月14日 - 1969年2月6日）は、パラマウント映画の役員である。1910年にジョージア工科大学を卒業した。パラマウントで仕事の他、銀行業、高等教育、陸上競技の分野で働いた。
1956年度のアカデミー賞で最初のジーン・ハーショルト友愛賞受賞者となった。1966年にはアカデミー名誉賞を受賞した。